# أوستين كير
أوستين كير (بالإنجليزية: Austin Kerr)‏ هو عازف قيثارة أمريكي، ولد في 7 يوليو 1989 في كليرواتر في الولايات المتحدة.